# Canoa polinésia
Canoa polinésia é o nome genérico dado à embarcação de origem polinésia que tem como peculiaridade um segundo casco que serve de estabilizador, permitindo que mantenha sua velocidade sem comprometer a sua estabilidade. Esta denominação genérica é adotada para definir as canoas tradicionalmente utilizadas na região do triângulo polinésio. Também chamadas de Canoa Havaiana, Wa'a, Va'a, Outrigger, essas embarcações foram muito importantes para o processo de colonização daquela região. A Polinésia é um conjunto de ilhas no Oceano Pacífico, entre a Austrália e os Estados Unidos, do qual fazem parte o arquipélago do Havaí e o Taiti (que por sua vez faz parte da Polinésia Francesa.

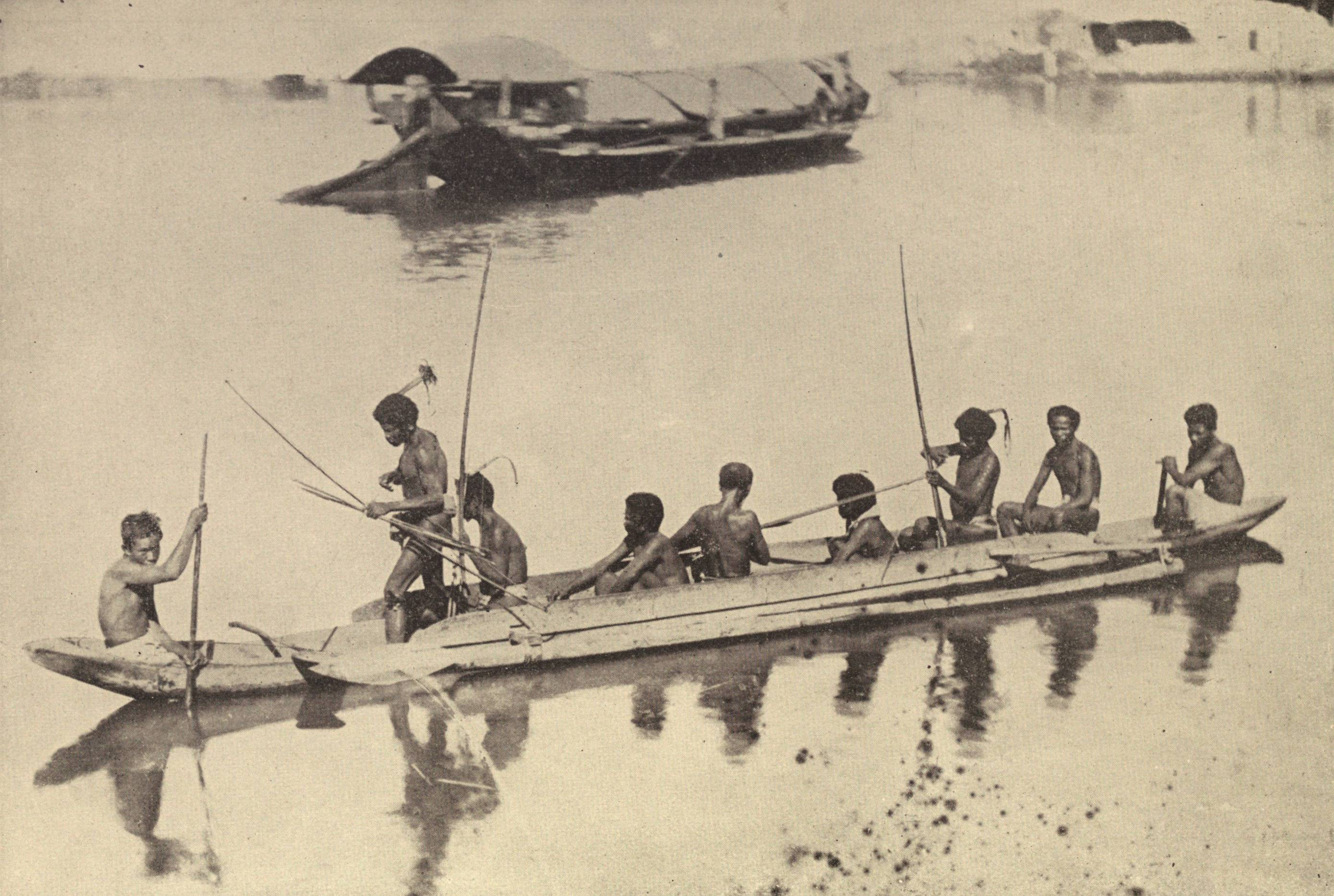
Canoa polinésia tradicional.

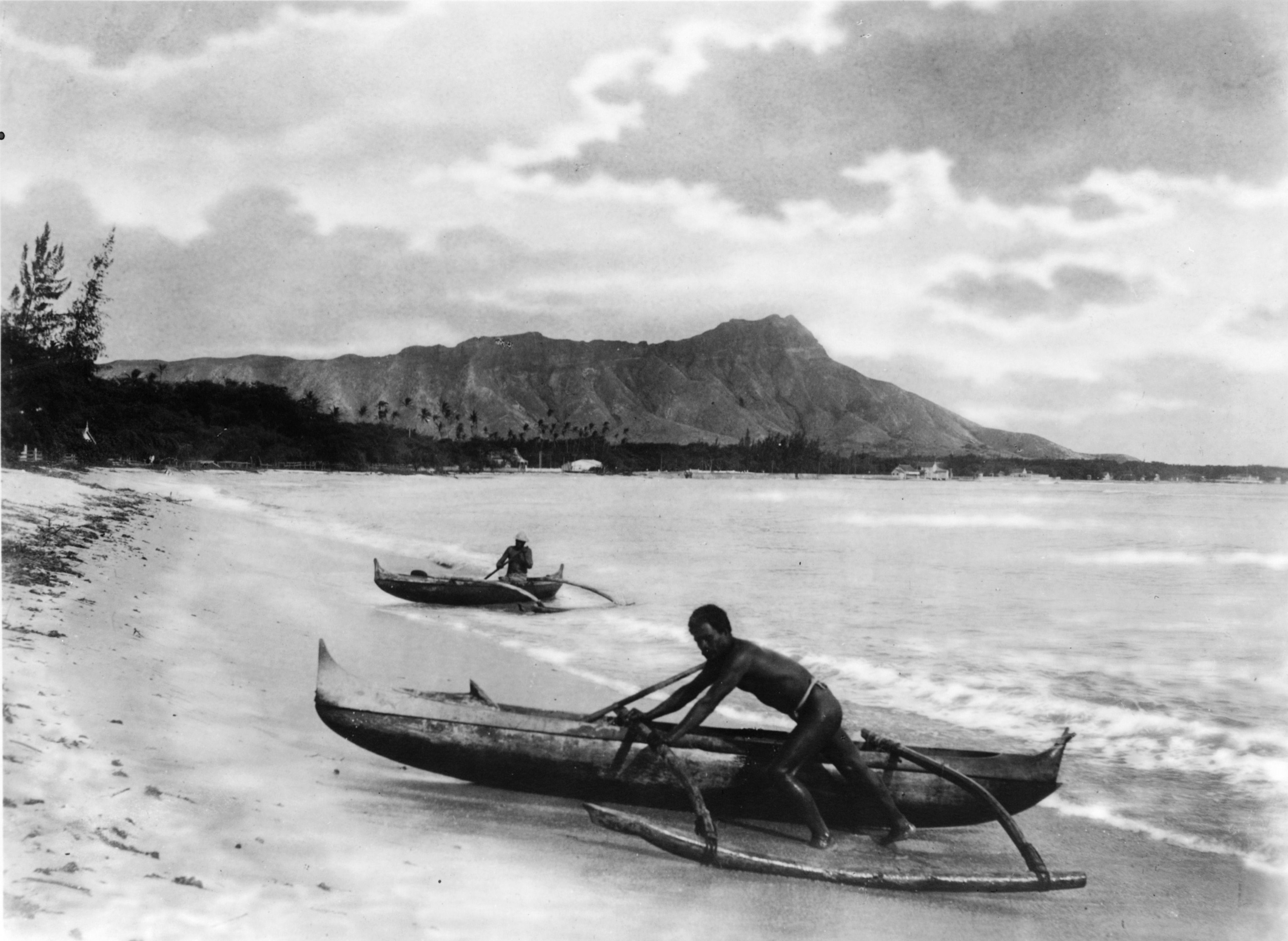
Dois nativos em uma canoa polinésia tradicional à beira-mar em Honolulu.

Devido às características propícias, os habitantes de toda aquela região utilizavam as canoas como meio de transporte entre as ilhas. Cada região (ilha ou arquipélago) acabou desenvolvendo suas embarcações de acordo com as características locais. No Havaí, por exemplo, onde o mar é mais agitado, as canoas têm uma curva de fundo envergada, enquanto no Taiti as embarcações possuem formato mais alongado, com um cockpit fechado para cada um ou dois remadores, dependendo do modelo. Todas têm em comum as três partes fundamentais neste tipo de embarcação: o casco (ou hull), o flutuador (ou ama) e os braços que ligam um ao outro (yakos).

## História

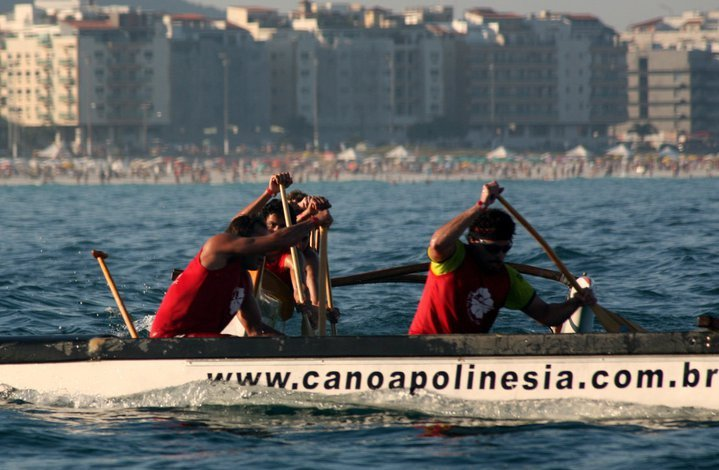
Canoa Polinésia no Brasil.

A colonização das Ilhas Polinésias - Taíti, Hawaii, Aotearoa (Nova Zelândia), Rapa Nui (Ilha de Páscoa) - considerada por muitos como uma das maiores aventuras da humanidade, se iniciou com a utilização das Canoas Polinésias, ou Va´a (nome tradicional das canoas) há aproximadamente 10 000 anos. Eram canoas enormes e muito rústicas, sempre unidas entre enormes troncos de madeira e amarrações feitas com fibras e técnicas daquela época.
Também conhecidas como Canoas Havaianas, Outriggers, wa’a ou va’a (nome pelo qual são conhecidas internacionalmente), elas foram usadas como meio de transporte na Polinésia, sendo responsáveis pela colonização das ilhas do Pacífico. Os barcos eram extremamente simples, funcionais e versáteis. Feitos com ferramentas rudimentares de pedras, ossos e corais, dois grandes pedaços de árvore eram unidos e ganhavam uma vela central, feitas de fibra de coco.
Grandes distâncias percorridas em mar aberto fizeram com que tal embarcação se tornasse mística e sagrada para estes povos, pois naquela época, as guarnições se aventuravam no mar em busca de novas ilhas e seus familiares quase sempre não obtinham notícias nem tinham certeza do êxito e se estes pioneiros tinham ou não alcançado ilhas com terras melhores.
Munidos de muita água, frutas, cocos e outros tipos de alimentos, eles se aventuravam em viagens guiadas pelas aves e na direção das correntezas marítimas e para onde o vento soprava. Foi provavelmente com este tipo de embarcação que a humanidade começou a migrar pelo planeta, descobrindo novas terras e estabelecendo novas civilizações. Foi assim há aproximadamente 3 000 anos atrás que o Hawai foi descoberto. Outros barcos menores, com apenas um casco (um tronco) eram utilizados em travessias menores e transporte local. Eram as famosas canoas, que até os dias de hoje são utilizadas nos mares da Polinésia.

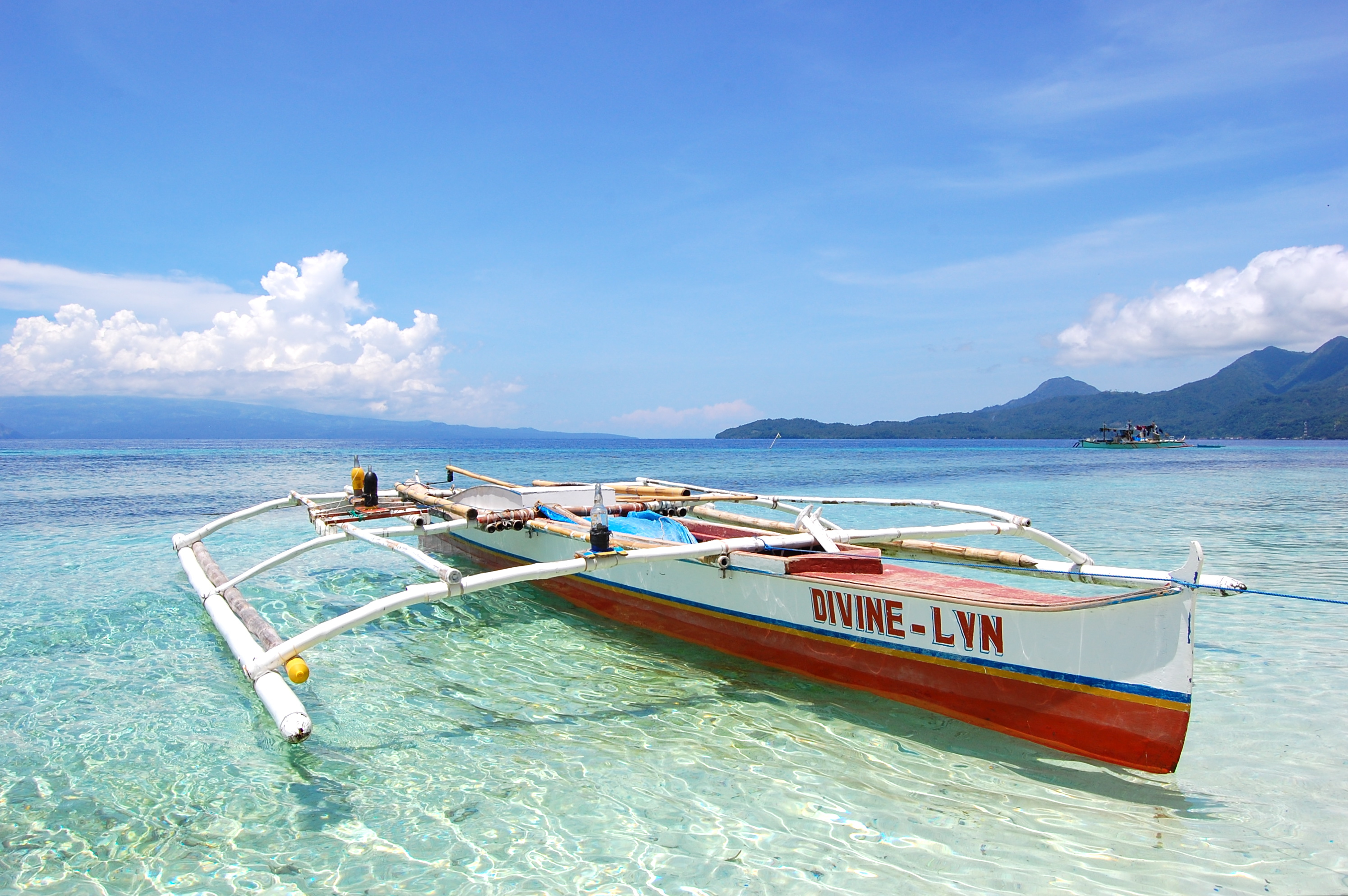
Outrigger Camiguin Philippines

Como os Polinésios não utilizavam a escrita para se comunicarem, o extenso conhecimento de navegação astronômica era passado de geração em geração. As crianças mais aptas eram escolhidas para receber os ensinamentos junto a natureza, sobre os ventos e correntes, o voo das aves, das passagens nos recifes e se dedicavam ao mar para sempre. As canoas eram parte essencial na vida destas civilizações que habitaram toda a extensão do triângulo da Polinésia como Malásia, Papua Nova Guiné, Indonésia, Filipinas, Austrália e Sudeste Asiático, mas também existem relatos de Madagascar, onde uma canoa muito similar era utilizada pelos nativos para a pesca e expedição, são regiões onde muito mais tarde surgiram as canoas e civilizações, tornando-as um instrumento sociocultural inigualável da cultura do Pacífico. Em respeito à história dessa embarcação, vários rituais e tradições são mantidos até hoje.
Os construtores de canoas escolhiam seus discípulos, e desde crianças escolhiam a árvore na floresta e por toda uma vida a cultivavam e reverenciavam-na, até o momento em que os deuses da natureza e da sabedoria lhe davam o sinal, e mais uma canoa era construída, o que a tornou um ícone sagrado e respeitado, pois com a canoa migravam e pescavam. O construtor de canoas era considerado sagrado na tribo era ele que escolhia a árvore para fabricar mais uma canoa. Nada era mais importante para aquelas tribos do que a canoa, era com ela que iam pescar para sobreviver e com ela se locomoviam.
Com a ocupação europeia, em especial no Hawai a partir de 1820, o esporte teve seu destino quase que sepultado. Após longo período em que os remos foram substituídos por bíblias, em 1876 o esporte foi restabelecido e em 1908 foi fundado o primeiro clube de canoas havaianas no Hawai. Na década de 70 o esporte é introduzido na Austrália e atualmente encontra-se difundido em todo o mundo contando com aproximadamente 25 000 adeptos. No Brasil a difusão do esporte teve início em 2000 a partir de núcleos no Rio de Janeiro, São Paulo e Santos.
A primeira canoa polinésia na América do Sul foi trazida pelo brasileiro Ronald Zander Willians, em 2000 que fundou o Rio Va´a Clube (Outrigger Rio Clube), no Rio de Janeiro, em 22 de novembro de 2010 (data do batismo da canoa na Lagoa Marapendi, na Barra da Tijuca). A canoa de 13,8 metros, batizada de Lanakila ("vencedora" ou "conquistadora" em havaiano), serviu de molde para a fabricação das demais canoas do gênero, inclusive a primeira canoa a ser introduzida na Argentina. Vários clubes foram criados desde a virada do século.

## Canoa polinésia como esporte
Apesar da origem ligada ao transporte entre ilhas, as canoas têm sido utilizadas ao longo dos séculos para competições. Uma conhecida máxima poderia ser traduzida como "competições de canoa existiram desde sempre, bastando que houvesse pelo menos duas canoas" (“Canoe racing has been around as long as there have been 2 canoes”).
No Brasil as canoas polinésias têm sido utilizadas para a prática de esportes e ecoturismo, normalmente em clubes que promovem e incentivam a prática, tendo em seus quadros remadores de diferentes perfis, de modo a preservar o caráter agregador próprio da cultura e das tradições polinésias. A atividade tem dividido espaço com o Stand Up Paddle, pois embora diferentes, ambos têm em comum o uso do remo, a cultura do surf, as tradições e elementos culturais do Havaí e do triângulo polinésio de modo geral. Na canoagem havaiana o trabalho em equipe e o espírito de grupo, o pertencimento são mais marcantes, mas existem canoas de pequeno porte para a remada individual (OC1) ou em dupla (OC2).
Atualmente, no Brasil, o esporte é regulamentado pela Associação da Comissão Brasileira de Va’a (CBVAA) que segue os regulamentos da Federação Internacional de Va’a (FIV).

## Técnica de remada
A técnica de remada evoluiu bastante ao longo do tempo, e pode variar de acordo com a região onde é praticada. Em essência, são reconhecidos dois principais estilos de remada - a técnica havaiana e a técnica taitiana - cujas diferenças são fruto do desenvolvimento técnico dos remadores e também da evolução dos modelos das canoas no Hawai'i e no Taiti, de acordo com as características do mar em cada uma das regiões.
Em linhas gerais, a técnica de remada havaiana envolve 3 etapas: alcance, puxada e recuperação. O alcance, com braços esticados e levados à frente do corpo, girando o tronco como a dar costas para a água. O remador deve se posicionar de cabeça erguida, olhando para a frente, e seguir o ritmo da tripulação. Os remos devem entrar e sair juntos na água, e o tempo de pá na água deve ser o mesmo para todos os remadores. A puxada deve ser firme e com sincronia. A entrada do remo na água deve ser precisa, com a mão de cima imprimindo a força necessária para afundar totalmente a pá na água, enquanto a mão de baixo deve segurar o cabo do remo pouco antes da pá, guiando o remo para trás à medida em que o giro do tronco se desfaz. Na etapa de recuperação, o remador deve utilizar mão de cima, mão de baixo, ombro e costas para tirar a pá da água e buscar novamente o alcance máximo para repetição do movimento.
À primeira vista tem-se a impressão de que as pernas não são utilizadas durante a remada, mas na realidade elas têm um papel fundamental. Uma das pernas deve estar ligeiramente à frente, firmada no fundo da canoa, fazendo um movimento para frente semelhante ao que se faz na prancha de um skate.

## Modelos de canoas
Os principais modelos de canoas são OC-6 e V-6, muitas vezes referidas de forma equivocada como se fossem a mesma embarcação. A OC-6 é a canoa polinésia para 6 pessoas originada das embarcações utilizadas nas ilhas que compõem o arquipélago do Hawai'i. A V-6 é o modelo de canoa para 6 pessoas utilizada no Taiti e toda a Polinésia Francesa, bem como nas regiões que praticam o esporte sob influência daquela região. OC remete à expressão em inglês "Ourtigger Canoe", largamente utilizada no Hawai'i, enquanto que "V" deriva de Va'a, nomenclatura das canoas no idioma polinésio.
Além das canoas de 6 remadores, são bastante utilizadas as canoas de 4 pessoas, sobretudo no modelo OC-4, utilizado para surf de canoa no Hawai'i (Outrigger Surf), as OC-2, as V-3, as OC-1 (individuais com leme) e V1 (individuais sem leme).